# Brivido (film 1986)
Brivido (Maximum Overdrive) è un film del 1986 scritto e diretto da Stephen King, alla sua unica esperienza come regista, tratto dal racconto breve Camion, contenuto nella raccolta A volte ritornano del 1978.
Nel 1997 il racconto di King ha avuto un altro adattamento, questa volta televisivo, dal titolo Trucks - Trasporto infernale diretto da Chris Thomson.

## Trama
È il 19 giugno 1987, la congiunzione della Terra con la coda di una cometa crea scompiglio sul nostro pianeta.
Nel giorno dell'incrocio accadono fatti inspiegabilmente misteriosi: un bancomat di una banca che insulta un cliente (interpretato da King stesso); un ponte mobile che si apre senza essere comandato provocando un grande tamponamento; un distributore di bibite che lancia lattine contro un allenatore di baseball e dei ragazzini in un campo sportivo; uno schiacciasassi che uccide uno dei ragazzi; un coltello elettrico che provoca una ferita sul braccio di una cameriera di una tavola calda; un videogioco folgora un ladro che sta rubando le monete; un Tir in sosta con la faccia del Folletto verde sul radiatore investe e travolge l'autista davanti alla stazione di servizio Dixie Boy. Qui convergono tutti i personaggi del film: il perfido gestore che ha trasformato il deposito sotterraneo in un deposito di armi; un pregiudicato da lui ricattato; una cameriera; un venditore di bibbie con una autostoppista alla quale ha dato un passaggio; due sposi in viaggio di nozze; un ragazzo fuggito in bicicletta dal campo sportivo figlio di un lavorante della stazione di servizio stessa ucciso da uno dei camion.
Tutti assistono increduli ai Tir impazziti, che viaggiano senza conducente; alle raffiche di un misterioso mitra (che, utilizzando l'alfabeto Morse, impone di rifornire di carburante tutti i camion circolanti nella zona creando una lunghissima coda) e ad altre cose fuori dal comune, fin quando non riescono a scappare all'accerchiamento grazie alla rete fognaria e a mettersi in salvo su una barca, in attesa che la congiunzione della Terra con la cometa abbia termine.
I titoli di coda ci informano che dopo due giorni dalla fuga, un UFO è stato distrutto da un "satellite meteorologico" sovietico, casualmente dotato di cannone laser e missili nucleari.

## Produzione

### Cast
- Il ruolo interpretato da Emilio Estevez fu offerto anche alla rockstar Bruce Springsteen.[1]

### Riprese
Il film è stato girato a Wilmington, in North Carolina, nei pressi degli studi cinematografici di Dino De Laurentiis, produttore del film.

## Colonna sonora
La colonna sonora del film è stata composta interamente dagli AC/DC, uno dei gruppi preferiti dallo scrittore statunitense. Nel film possono essere ascoltate hit che il gruppo ha eseguito con il loro cantante Brian Johnson (tranne Ride On con Bon Scott), raccolte, insieme a brani composti appositamente, nella raccolta Who Made Who, tra i più significativi album della band.

## Distribuzione
La pellicola è stata distribuita nelle sale cinematografiche italiane a partire dal settembre 1986.

### Data di uscita
Alcune date di uscita internazionali nel corso degli anni sono state:
- 25 luglio 1986 negli Stati Uniti (Maximum Overdrive)[5]
- 12 settembre 1986 in Italia[6]
- 11 luglio 1987 in Giappone (地獄のデビルトラック)
- 25 novembre 1987 in Francia (Maximum Overdrive)
- 16 giugno 1988 in Spagna (La rebelión de las maquinas)